# Heloísa Millet
Heloísa da Silva Pereira (Belo Horizonte, 14 de dezembro de 1948 — Rio de Janeiro, 18 de janeiro de 2013) foi uma atriz e bailarina brasileira.
Bailarina clássica que estreou no teatro no musical Pippin, em 1974, surgiu no cenário artístico nacional ao participar, em 1976, do corpo de dança da abertura do programa Fantástico, da Rede Globo, onde foi descoberta por Ziembinski, que a convidou para atuar na telenovela Estúpido Cupido (1976).  Posteriormente, atuou nas telenovelas Espelho Mágico, Te Contei?, Feijão Maravilha, Marron Glacê, Elas por Elas, Terras do Sem Fim, de 1981, e no humorístico Estúdio A.... Gildo, com Agildo Ribeiro, em 1982. Em 1983, estrelou o musical A Chorus Line, produzido por Walter Clark, no papel de "Diana Morales". Ainda na televisão, participou como bailarina de vários quadros especiais de dança e musicais no próprio Fantástico que a havia lançado, entre 1978 e 1979, com Carlinhos Machado, Paulette e Ronaldo Resedá. No cinema, fez os filmes O Rei e os Trapalhões (1979) e As Tranças de Maria (2003).

## Vida pessoal
Depois de dois casamentos, com o produtor musical Carlos Moletta (1969-1973), com quem teve um filho, Marcos Pereira Moletta, e com o maestro Edson Frederico (1975-1976), ao final da década de 1990 afastou-se da televisão, depois de se casar novamente, com um fazendeiro de Goiás, onde viveu até mudar-se para Delfim Moreira, em Minas Gerais, onde passou a residir  e se dedicar à pintura. Morreu em 18 de janeiro de 2013, aos 64 anos, vítima de câncer, e foi enterrada no Rio de Janeiro.

## Principais trabalhos

### Televisão
| Ano  | Título                   | Personagem    |
| ---- | ------------------------ | ------------- |
| 1975 | Sandra & Miele           | Dançarina     |
| 1976 | Estúpido Cupido          | Betina        |
| 1977 | Espelho Mágico           | Luíza Barbosa |
| 1978 | Te Contei?               | Mônica        |
| 1979 | Feijão Maravilha         | Carolina      |
| 1979 | Marron Glacê             | Rita          |
| 1981 | Terras do Sem Fim        | Julieta Zude  |
| 1982 | Elas por Elas            | Suzane        |
| 1985 | Sítio do Picapau Amarelo | Dona Antonica |

### Cinema
| Ano  | Título                | Personagem | Direção            | Duração        |
| ---- | --------------------- | ---------- | ------------------ | -------------- |
| 2003 | As Tranças de Maria   | Filó       | Pedro Carlos Rovai | 85 minutos/Cor |
| 1979 | O Rei e os Trapalhões | Alina      | Adriano Stuart     | 90 minutos/Cor |

### Teatro
| Ano  | Título        | Personagem        | Autor(es)                       | Direção          |
| ---- | ------------- | ----------------- | ------------------------------- | ---------------- |
| 1983 | A Chorus Line | Diana Morales     | Michael Bennett                 | Murilo Alvarenga |
| 1973 | Pippin        | Guerreira em Trio | Roger Hirson & Stephen Schwartz | Flávio Rangel    |